# Jérôme Le Moigne
Jérôme Le Moigne (Toulon, 15 februari 1983) is een Franse voetballer (middenvelder) die sinds 2006 voor de Franse tweedeklasser CS Sedan uitkomt. Eerder speelde hij voor AS Cannes en Sporting Toulon Var.